# Tyv mod sin vilje
Tyv mod sin vilje (originaltitel The Moral Sinner) er en amerikansk stumfilm fra 1924 instrueret af Ralph Ince.

## Medvirkende
- Dorothy Dalton som Leah Kleschna
- James Rennie som Paul Sylvain
- Alphonse Ethier som Anton Kleschna
- Frederick Lewis som Schram
- Walter Percival som Raoul Berton
- Paul McAllister
- Florence Fair som Claire Berton